# Rosa baiyushanensis
Rosa baiyushanensis — таксон рослин з родини розових (Rosaceae); ендемік Китаю.
Нещодавні дослідження показали, що типові зразки Rosa baiyushanensis та Rosa rubiginosa L. за своєю суттю не відрізняються. Тому Rosa baiyushanensis зводиться до синонімії Rosa rubiginosa L..

## Поширення
Ендемік півдня провінції Ляонін, Китай.